# Frants Andreas Lorck
Frants Andreas Lorck  (født 21. november 1841 i København, død 2. november 1914 i Svendborg) var en dansk vekselerer.
Lorck var søn af vinhandler Niels Ferdinand Lorck (1817-1844) og Johanne Marie Jürgensen (1821-1899). Han blev uddannet i bankierfirmaet J. S. Salomonsen & Co. (grundlagt af Isak Salomon Salomonsen). Efter 10 års ansættelse skiftede han i 1866 til vekselererfirmaet Martin Cohen & Co., hvor han var prokurist og ifølge Dansk Biografisk Leksikon reelt fungerede som kompagnon.
Lorck var i en årrække formand for Kursnoteringsudvalget. Han var desuden aktiv i flere velgørende foretagender. Han blev udnævnt til etatsråd i 1896 og konferensråd i 1911. Han blev ridder af Dannebrog i 1883, dannebrogsmand i 1892 og kommandør af 2. grad af Dannebrogordenen i 1907.
Han blev i 1876 gift med billedhugger Cecilie Danielsine Caroline Schmidt (1851-1926). Lorck blev malet af Otto Bache i 1903. Bache lavede også en tuschtegning af ham. Lorck er portrætteret på gruppebillederne Fra Københavns Børs (1895) af P.S. Krøyer og Aftenselskab hos Familien Moresco (1906) af Laurits Tuxen.